# Scott Page
Scott Page (ur. w 1951) – muzyk grający na saksofonie tenorowym oraz gitarze elektrycznej.
W 1984 roku wziął udział w trasie koncertowej promującej album Isolation zespołu Toto.
Scott Page współpracował z zespołem Pink Floyd, podczas nagrywania albumu "A Momentary Lapse of Reason" w 1987 r. Ponadto wziął udział w tournée promującym tę płytę, udokumentowaną albumem "Delicate Sound of Thunder".
Scott Page, jako saksofonista, nie miał zbyt wielu partii do zagrania na koncertach, więc często schodził ze sceny, żeby zabrać swoją gitarę i zagrać na niej kilka dźwięków.
Nick Mason w swojej książce – "Moje Wspomnienia", opowiada o tym, że Scott często leczył chorych kolegów swoimi ziółkami i herbatkami, które według jego przekonań są lepsze od leków.